# Cerodontha intermedia
Cerodontha intermedia är en tvåvingeart som beskrevs av Garg 1971. Cerodontha intermedia ingår i släktet Cerodontha och familjen minerarflugor. Inga underarter finns listade i Catalogue of Life.